# Trichopsychoda ozensis
Trichopsychoda ozensis är en tvåvingeart som beskrevs av Tokunaga 1961. Trichopsychoda ozensis ingår i släktet Trichopsychoda och familjen fjärilsmyggor. Inga underarter finns listade i Catalogue of Life.